# Горж (окръг)
Окръг Горж e окръг в регион Олтения в Румъния. Площта му е 5602 квадратни километра, а населението – 311 918 души (по приблизителна оценка от януари 2020 г.).

## Градове
- Търгу Жиу
- Мотру
- Ровинари
- Бумбещ-Жиу
- Търгу-Кърбунещ
- Новач
- Тисмана
- Циклени